# جاك ليتش
جاك ليتش (بالإنجليزية: Jack Leitch)‏ (17 يوليو 1995 في المملكة المتحدة - ) هو لاعب كرة قدم بريطاني في مركز الوسط. لعب مع نادي ماذرويل.

## وصلات خارجية
- جاك ليتش على موقع قاعدة بيانات كرة القدم.إي يو (الإنجليزية)
- جاك ليتش على موقع Soccerbase.com (لاعب) (الإنجليزية)
- جاك ليتش على موقع Soccerway.com (الإنجليزية)